# Thérèse Raquin (1953)
Thérèse Raquin is een Franse dramafilm uit 1953 onder regie van Marcel Carné. Het scenario is gebaseerd op de gelijknamige roman uit 1867 van de Franse auteur Émile Zola.

## Verhaal
Thérèse Raquin is getrouwd met de ziekelijke en door zijn moeder verwende Camille. Ze wordt verliefd op Laurent. Tijdens een ruzie met zijn rivaal sterft Camille. Vervolgens worden Thérèse en Laurent echter afgeperst door een onbekende.

## Rolverdeling
| Acteur            | Personage            |
| ----------------- | -------------------- |
| Simone Signoret   | Thérèse Raquin       |
| Raf Vallone       | Laurent              |
| Jacques Duby      | Camille Raquin       |
| Maria Pia Casilio | Georgette            |
| Marcel André      | Michaud              |
| Martial Rèbe      | Grivet               |
| Paul Frankeur     | Controleur           |
| Alain Terrane     | Vrachtwagenchauffeur |
| Bernard Véron     | Postbeambte          |